# Kasachischer Fußballpokal 2003
Der Kasachische Fußballpokal 2003 war die zwölfte Austragung des Pokalwettbewerbs im Fußball in Kasachstan nach der Unabhängigkeit von der Sowjetunion. Pokalsieger wurde der FK Qairat Almaty, der sich im Finale gegen Tobol Qostanai durchsetzte.
Wegen fehlender Lizenzen nahm kein Verein am UEFA-Pokal 2004/05 teil.

## Modus
In den ersten drei Runden und im Finale wurde der Sieger in einem Spiel ermittelt. Stand es nach der regulären Spielzeit von 90 Minuten unentschieden, kam es zur Verlängerung von zweimal 15 Minuten und falls danach immer noch kein Sieger feststand zum Elfmeterschießen.
Im Viertel- und Halbfinale wurde der Sieger in Hin- und Rückspiel ermittelt. Bei Torgleichheit entschied zunächst die Anzahl der auswärts erzielten Tore, danach eine Verlängerung und schließlich das Elfmeterschießen.

## 1. Runde
| Datum      |                              | Ergebnis  |                            |
| ---------- | ---------------------------- | --------- | -------------------------- |
| 03.04.2003 | Torghay Arqalyq              | 1:0       | Kaspij Aqtau               |
| 03.04.2003 | Schachtjor-Junost Qaraghandy | 1:0 n. V. | FK Üsch-Qongyr             |
| 04.04.2003 | FK Qaisar-Schas Qysylorda    | 0:1       | Gornjak FK Chromtau        |
| 06.04.2003 | Jelimai Semipalatinsk B      | 0:4       | Chimik Stepnogorsk         |
| 06.04.2003 | Schastar Astana              | 1:0       | Jessil-Bogatyr Petropawl B |
| 06.04.2003 | FK Aqtöbe-Schas              | 4:0       | Batys Plus Oral            |
| 07.04.2003 | Batyr Ekibastus              | 1 3:0 1   | Ertis Pawlodar B           |

## 2. Runde
| Datum      |                              | Ergebnis              |                        |
| ---------- | ---------------------------- | --------------------- | ---------------------- |
| 05.05.2003 | Jessil-Bogatyr Petropawl     | 2:0                   | Zesna Almaty           |
| 05.05.2003 | Jelimai Semipalatinsk        | 6:2                   | Torghay Arqalyq        |
| 05.05.2003 | Wostok Öskemen B             | 1:1 n. V. (6:5 i. E.) | FK Aqsu-Kent           |
| 05.05.2003 | Tobol Qostanai               | 2:0                   | Jessil Kökschetau      |
| 05.05.2003 | FK Taras                     | 0:1                   | Schenis Astana         |
| 05.05.2003 | Schachtjor-Junost Qaraghandy | 2:0                   | Munaily Atyrau         |
| 05.05.2003 | FK Qairat Almaty             | 2:1 n. V.             | Wostok Öskemen         |
| 05.05.2003 | FK Qarabastau                | 2 0:3 2               | FK Aqtöbe-Lento        |
| 05.05.2003 | Ordabassy Schymkent          | 2:3 n. V.             | Schetissu Taldyqorghan |
| 05.05.2003 | Kostuin FK                   | 1:6                   | Batys Oral             |
| 05.05.2003 | Chimik Stepnogorsk           | 0:1 n. V.             | FK Qairat Almaty B     |
| 05.05.2003 | Ertis Pawlodar               | 6:0                   | Schastar Astana        |
| 05.05.2003 | Gornjak FK Chromtau          | 0:2                   | FK Ekibastus           |
| 05.05.2003 | Batyr Ekibastus              | 0:2                   | Qaisar Qysylorda       |
| 05.05.2003 | FK Atyrau                    | 2:1                   | Schachtjor Qaraghandy  |
| 05.05.2003 | FK Aqtöbe-Schas              | 0:3                   | Schambyl Taras         |

## Achtelfinale
| Datum      |                              | Ergebnis              |                          |
| ---------- | ---------------------------- | --------------------- | ------------------------ |
| 04.07.2003 | FK Qairat Almaty             | 4:0                   | Wostok Öskemen B         |
| 05.07.2003 | Schetissu Taldyqorghan       | 1:2                   | FK Aqtöbe-Lento          |
| 05.07.2003 | Schenis Astana               | 3 0:3 3               | Jelimai Semipalatinsk    |
| 05.07.2003 | Schachtjor-Junost Qaraghandy | 0:1                   | Jessil-Bogatyr Petropawl |
| 05.07.2003 | FK Qairat Almaty B           | 0:1 n. V.             | Ertis Pawlodar           |
| 05.07.2003 | Qaisar Qysylorda             | 2:1                   | Batys Oral               |
| 05.07.2003 | FK Ekibastus                 | 1:1 n. V. (5:4 i. E.) | FK Atyrau                |
| 16.07.2003 | Tobol Qostanai               | 3:0                   | Schambyl Taras           |

## Viertelfinale
| Datum             |                          | Gesamt |                  | Hinspiel | Rückspiel |
| ----------------- | ------------------------ | ------ | ---------------- | -------- | --------- |
| 27.07./08.08.2003 | Jessil-Bogatyr Petropawl | 4:2    | FK Aqtöbe-Lento  | 2:0      | 2:2       |
| 27.07./09.08.2003 | Qaisar Qysylorda         | 1:5    | FK Qairat Almaty | 0:3      | 1:2       |
| 27.07./09.08.2003 | Jelimai Semipalatinsk    | 3:1    | FK Ekibastus     | 2:0      | 1:1       |
| 09.08./15.08.2003 | Tobol Qostanai           | 2:1    | Ertis Pawlodar   | 2:0      | 0:1       |

## Halbfinale
| Datum             |                          | Gesamt |                  | Hinspiel | Rückspiel |
| ----------------- | ------------------------ | ------ | ---------------- | -------- | --------- |
| 24.09./07.11.2003 | Jessil-Bogatyr Petropawl | 1:3    | Tobol Qostanai   | 1:2      | 0:1       |
| 24.09./07.11.2003 | Jelimai Semipalatinsk    | 1:2    | FK Qairat Almaty | 0:1      | 1:1       |

## Finale
| Paarung          | FK Qairat Almaty – Tobol Qostanai |
| Ergebnis         | 3:1 (2:1) |
| Datum            | 11. November 2003 |
| Stadion          | Zentralstadion, Almaty |
| Zuschauer        | 10.000 |
| Schiedsrichter   | Alexander Borissow |
| Tore             | 1:0 Arsen Tlechugow (7., Elfmeter) 1:1 Alexei Kololapow (20., Elfmeter) 2:1 Arsen Tlechugow (28.) 3:1 Arsen Tlechugow (53.) |
| FK Qairat Almaty | Ýewgeniý Naboýçenko – Dimitri Protortschin, Pawel Pischtschulin, Qatar Otabajew, Әli Әlijew (88. Leonid Ostrouschko) – Awchat Mingatschew, Muchtar Qurbanow, Juri Schukanow – Arsen Tlechugow, Älibek Böleschew Cheftrainer: Leonid Ostrouschko |
| Tobol Qostanai   | Waleri Schantalosow – Petr Badlo, Oleg Lotow, Alexander Andrejew, Andrei Schkurin – Oleh Holowan, Alexei Kololapow, Nurbol Schumasqalijew, Zoran Amižić – Danijar Muqanow, Waleri Garkuscha Cheftrainer: Wladimir Muchanow                      |
| Gelbe Karten     | Qatar Otabajew, Awchat Mingatschew, Pawel Pischtschulin, Älibek Böleschew – Zoran Amižić, Andrei Schkurin, Waleri Garkuscha |